# Herbert W. Clutter
Herbert William Clutter (* 24. Mai 1911 in Gray County; † 15. November 1959 in Holcomb) war ein Mordopfer, das durch Truman Capotes Roman Kaltblütig (In Cold Blood) bekannt wurde.

## Leben
Clutter, ein Weizenfarmer aus Kansas, war im Distinguished Alumni Award der University of Kansas für die Jahre 1954/55 als Vertreter der National Association of Wheat Growers aufgeführt, hatte unter Präsident Dwight D. Eisenhower Karriere gemacht und sich eine eigene Farm aufgebaut und Wohlstand erarbeitet. Er fiel 1959 zusammen mit seiner Frau Bonnie und seinen beiden jüngsten Kindern Nancy und Kenyon den Mördern Perry Edward Smith und Richard Eugene Hickock zum Opfer. Die Clutters waren, laut Harper Lee, „herausragende Methodisten“.

## Verfilmungen
In der Verfilmung des Falls, die 1967 unter dem Titel Kaltblütig von Regisseurs Richard Brooks verfilmt wurde, übernahm der Darsteller John McLiam die Rolle des Herbert Clutter. In der gleichnamigen Miniserie aus dem Jahr 1996 spielte Kevin Tighe die Rolle des Familienvaters. Auch in den Filmen Capote (2005) und Kaltes Blut – Auf den Spuren von Truman Capote (2006) wurde die Figur des Herb Clutter dargestellt.